# 1901 en aéronautique
Chronologie de l'aéronautique
- 1897
- 1898
- 1899
- 1900
- 1901
- 1902
- 1903
- 1904
- 1905

Cet article présente les faits marquants de l'année 1901 en aéronautique.

## Événements

### Juillet
- 31 juillet : les météorologues allemands Arthur Berson et Reinhard Süring atteignent l'altitude record de 10 800 m en ballon.

### Août
- 18 août : Gustave Whitehead fait voler son plus lourd que l'air Whitehead Aeroplane No. 21 à Bridgeport.

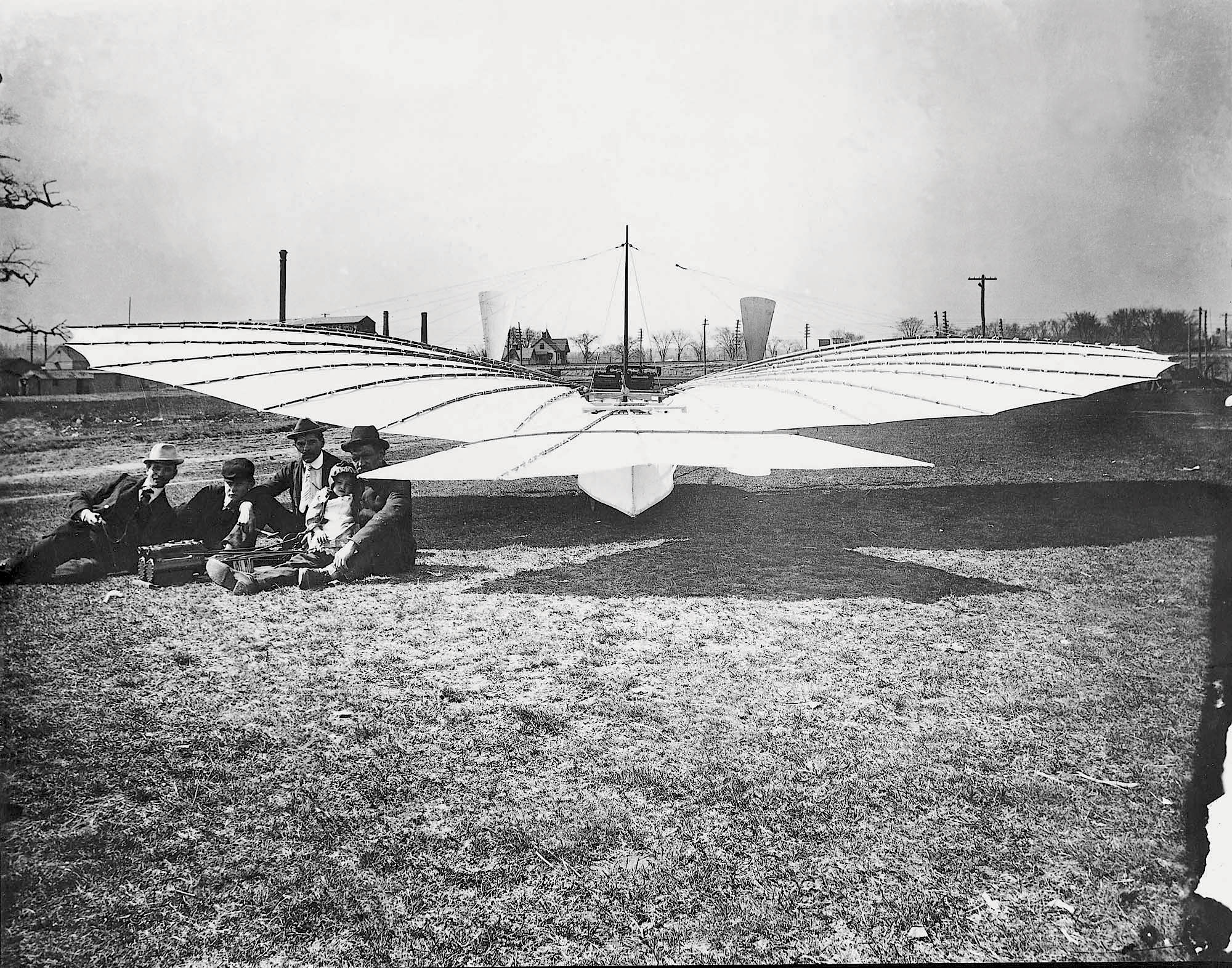
18 août : le monoplan de Gustave Whitehead.

### Octobre
- 19 octobre : le premier dirigeable à contourner la tour Eiffel est piloté par Alberto Santos-Dumont. Il empoche une prime de 100 000 francs pour cet exploit.
- 29 octobre : fondation de l'Aéro-Club de Grande-Bretagne.

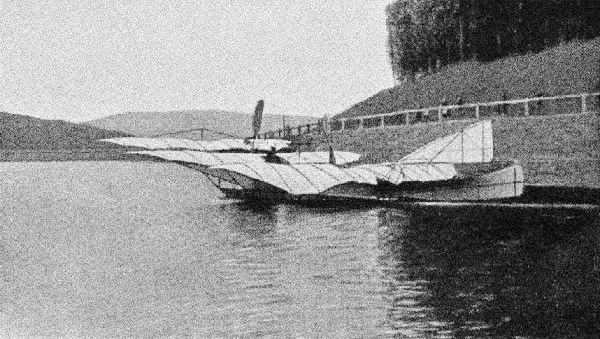
3 octobre : L'aéroplane de Wilhelm Kress.
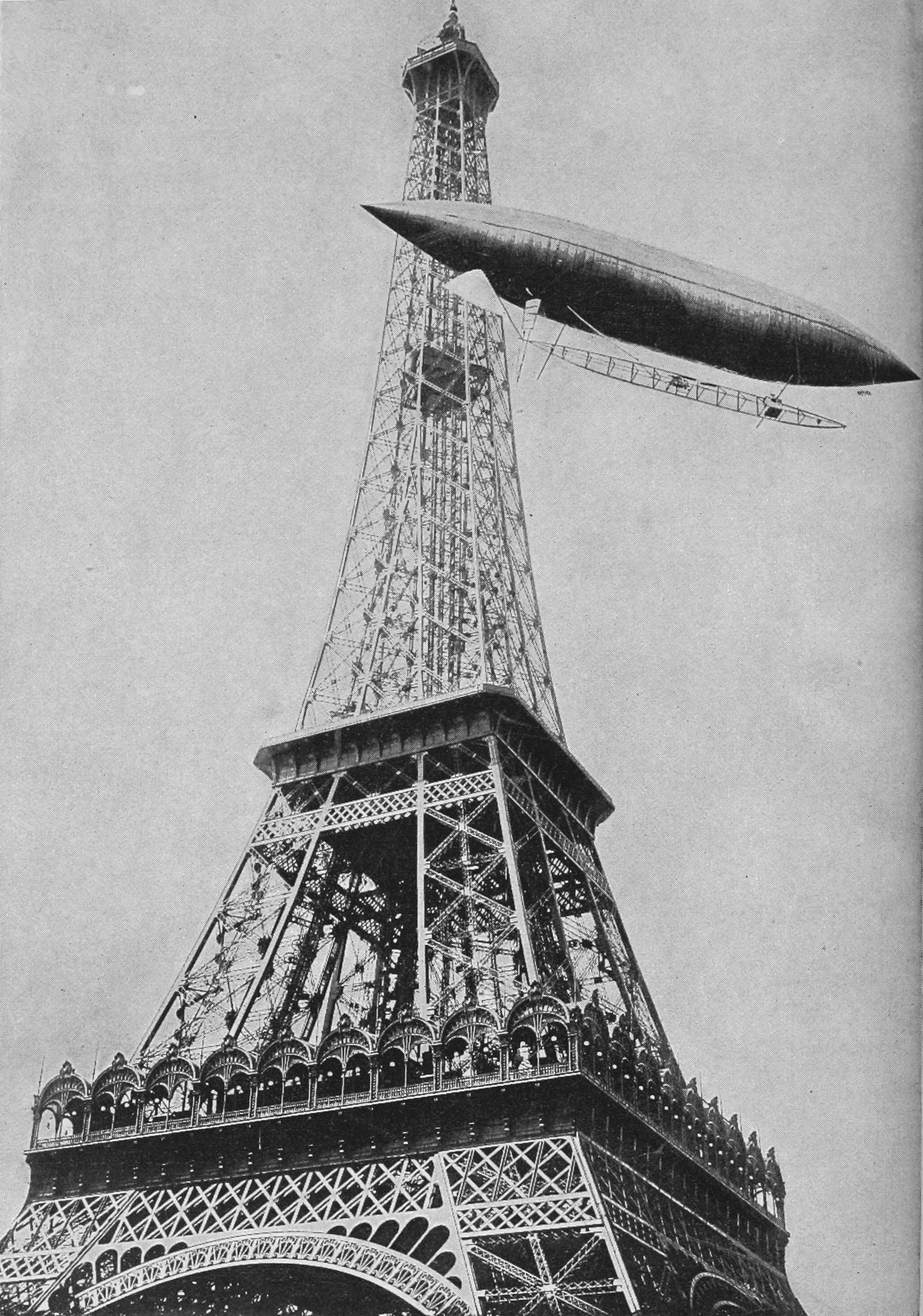
Alberto Santos-Dumont contourne la tour Eiffel.

### Novembre-Décembre
- les Frères Wright optimisent le galbe de leurs ailes en s'appuyant sur des études en soufflerie.